# Cornelis Boumeester
Cornelis Boumeester est un peintre et faïencier hollandais actif au XVIIe et XVIIIe siècles dans les Provinces-Unies ; il est connu pour ses œuvres en faïence dite en faïence de Delft.

## Biographie
Né en 1652 et originaire de Rotterdam, il meurt en 1733 dans cette même ville, dans le quartier Zuiderkerkhof près de la porte Delfse. Il se marie en 1715 à Rotterdam avec Eva van der Snel, précédemment mariée à Maarten Smits. Corneelis Boumeester finira sa vie avec Adriana de Bok,,. 
Il fut un artiste très prolifique de faïence. Sa spécialité fût la Faïence de Delft.
Ses œuvres furent diffusées dans toute l’Europe au cours du XVIIe siècle, grâce notamment à la Compagnie des Indes orientales des Provinces-Unis (compagnie hollandaise marchande de 1602 à 1799) apportant à l’artiste une reconnaissance de son vivant.

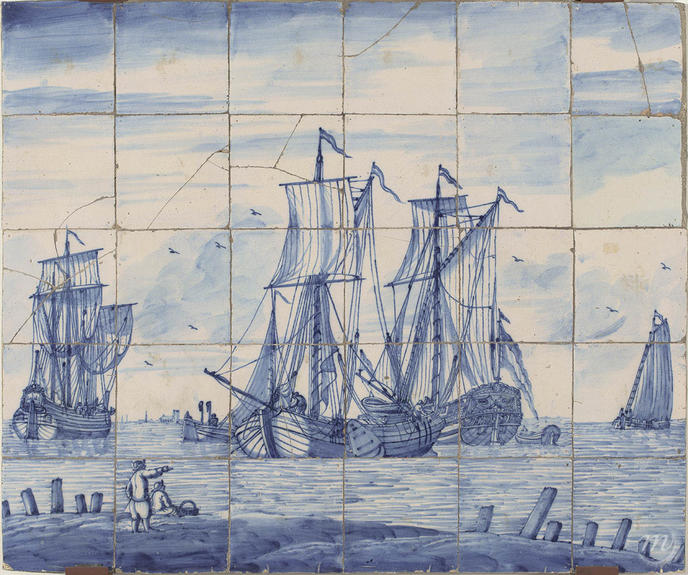
Panneau marin de 30 carreaux de céramique de Delft, conçu par Cornelis Boomester, Palais des Beaux-Arts de Lille.

## Œuvres
Plusieurs de ses tableaux de faïence sont visibles au Victoria & Albert Museum de Londres, au Rijksmuseum d’Amsterdam, ainsi qu'au Palais des Beaux-Arts de Lille qui conserve six assemblages de carreaux de l'artiste, dont une scène de marine. Des scènes de marine et des bouquets polychromes sont visibles dans la salle de bain du château de Rambouillet, et sur plusieurs panneaux au Pagodenburg de Munich. On lui attribue les vues de 8 ports européens exposées au Palácio Saldanha (maintenant Palácio da Ega) de Lisbonne.

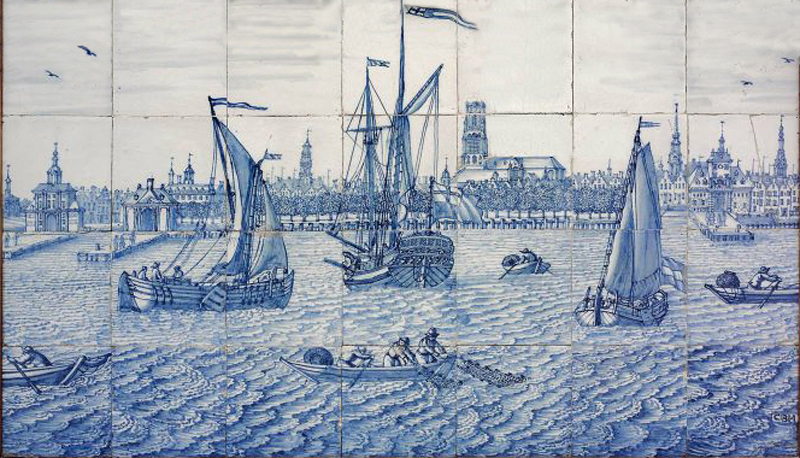
Vue de Rotterdam, Musée de Boston
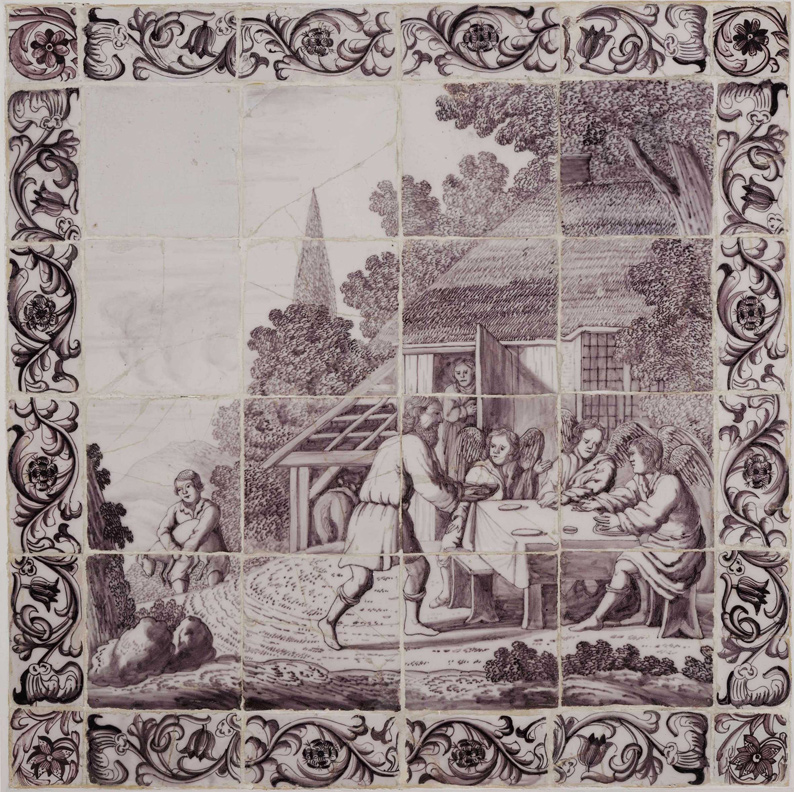
Abraham et les 3 anges (Genèse 18, 1-11), Musée De Lakenhal, Leyde
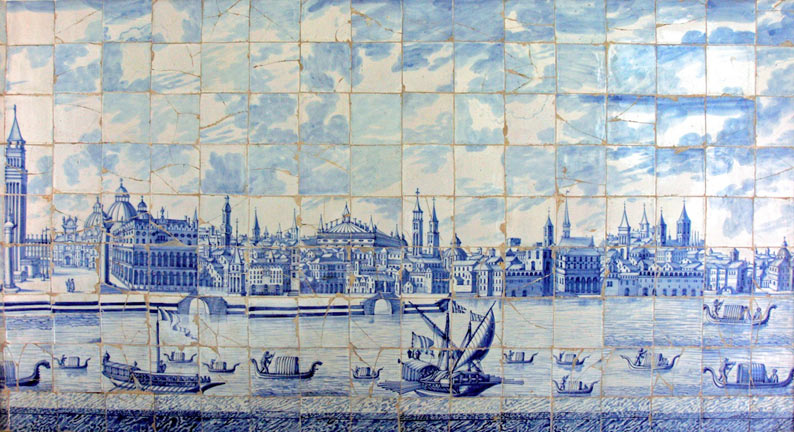
Vue de Venise attribuée à Cornelis Boumeester. Palais Saldanhas, Lisbonne

## Les carreaux de Delft
Les carreaux de Delft sont spécifiques aux Pays-Bas et au Nord de la France pour le XVIIe siècle. À l’époque existaient les Provinces Unies. Ces faïences étaient produites dans un but décoratif pour orner les demeures, notamment dans les cuisines ou les pièces de service. Chaque carreau en faïence formait un tableau indépendant, avec une scène spécifique. Cette faïencerie néerlandaise atteint sa renommée grâce à sa finesse, sa qualité, sa technicité proche de la porcelaine chinoise largement diffusée en Occident notamment par la Compagnie des Indes Orientales.
Dans de plus rares cas, des faïenciers reconnus comme Cornelis Boumeester ont produit de plus larges et complexes carreaux.

## Techniques de production artistique

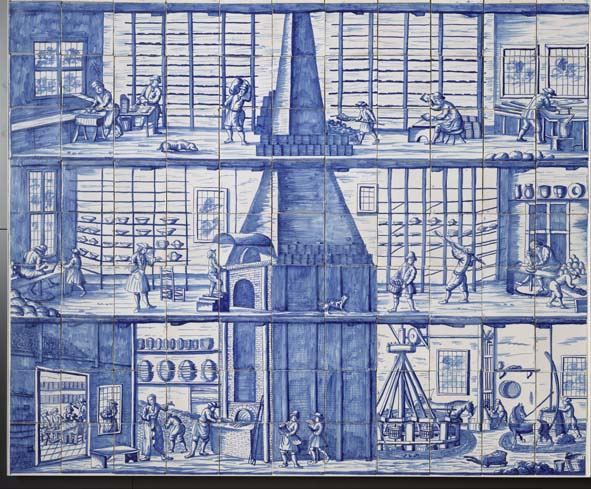
This large panel was made to commemorate the founding of the tile and pottery factory in Bolsward in 1737.

Coornelis Boumester produisait surtout par commandes permettant une production organisée dans une usine située dans le quartier Delftschaart de Rotterdam. En effet, la production compliquée de la Faïence dite bleu de Delft réclamait de complexes installations au sein même de l’usine. De nombreux ouvriers spécialisés étaient employés à des tâches spécifiques. Il faut imaginer une production à la chaîne, avec diverses étapes : 
1. Des ‘mélangeurs de terre’ (aardetrappers) pétrissaient une terre humidifiée préalablement nettoyée par des ‘laveuses de terre’ (aardewasserijen)
2. Les potiers (draaiers), disposant de roues à potiers, formées les formes élèmentaires de la glaise pétrie précédemment. Ces formes étaient au nombre de trois : Grandes, rondes ou plates.
3. Les modeleurs (vormers) faisaient de ses formes simples des objets plus complexes comme des bols, des cruches, assiettes ou tableaux décoratifs
4. Les gevers trempaient les objets modelés dans une cuve d’étain liquide , puis les faisaient sécher. Cela avait pour but de remplir les pores de l’argile.
5. Les peintres (schilders) dessinaient les motifs sur une feuille de papier ou sur un carton. Ce papier était ensuite utilisé comme pochoir sur la faïence. On utilisait de la poudre à charbon pour fixer la peinture.
6. Les vloerwerkers couvraient les œuvres finies par une mince couche de glaçure au plomb transparent. Ils étaient aussi chargés de la coupe du bois pour alimenter les fourneaux.

On note que ce type de fonctionnement nécessitait des ressources importantes, une organisation précise et également un important investissement financier initial pour constituer un tel atelier. Le coût des faïences était ainsi assez élevé pour l’époque.
Cornelis était sans nul doute le chef d’atelier, appelé meester-plateelbakker. Les œuvres qui lui sont associées sont comme celles des artistes picturaux de l’époque des œuvres d’un atelier avant tout. Il n’est pas impossible cependant que le maître d’atelier réalisé lui-même les motifs ou quelques étapes de la production d’importantes commandes, notamment princière ou royale.

## Inspirations contemporaines
Les nombreuses scènes maritimes de Boumeester ont servi d’inspiration au cabinet artistique Irma Boom pour créer une « scène hollandaise » dans un tunnel mi-piéton mi-cyclable dans le centre d’Amsterdam, connectant le studio ArchDAily à la rivière proche. Le tunnel de 110 mètres de long est recouvert à l’intérieur de près de 80 000 carreaux de faïence de Delft pour recréer à la vue des passants une scène maritime. La création de la totalité des carreaux prendra 5 ans au Royal Tichelaar Makkum.